# FOJA Radlice
FOJA (původně FOIA, Foistovy ateliery) byly filmové ateliéry zřízené továrníkem Josefem Foistem (1883-1939) v Radlicích v roce 1937. Navázaly na dřívější filmové studio a ateliér AFES Radlice. Společnost měla sídlo v Praze XVI-Radlicích, Havlíčkově ulici čp. 105, později přejmenována na Radlická čp. 105/202. Kanceláře byly v centru Prahy na adrese Myslíkova 245/3. Ateliery FOJA byly na pomezí Radlic, Smíchova a Jinonic, pod usedlostí Vysoká (Na Vysoké I čp. 501/1) nedaleko jinonického nádraží (na katastru Radlic, nyní nepoužívané a přejmenované na Praha-Waltrovka). 

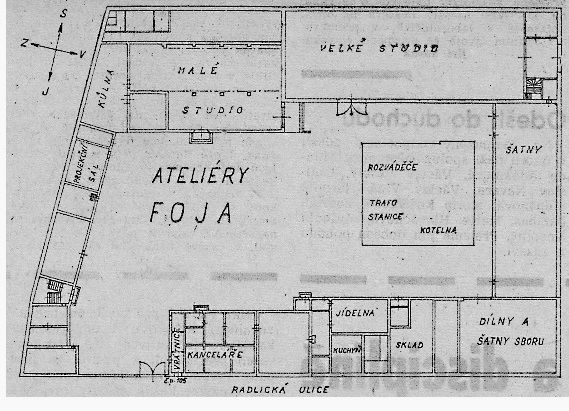
Plán ateliérů FOJA (1952)

## Historie
Od počátku vývoje českého filmu byla nutná potřeba druhých ateliérů. Při nejvyšším rozvoji výroby němých filmů si konkurovaly dva ateliéry, a sice: „AB“ Vinohrady (později přesunuty na Barrandov) a ateliéry „Kavalírka“ v Košířích. Na Kavalírce studio vzniklo v roce 1926 a bylo v majetku společnosti Praga film a později Agrofilm. Jeho krátkou historii ukončil požár v noci z 25. na 26. října 1929. V roce 1932 byly postaveny barrandovské ateliéry Filmové továrny AB na Barrandově. Historie ateliérů FOJA je však mnohem barvitější.

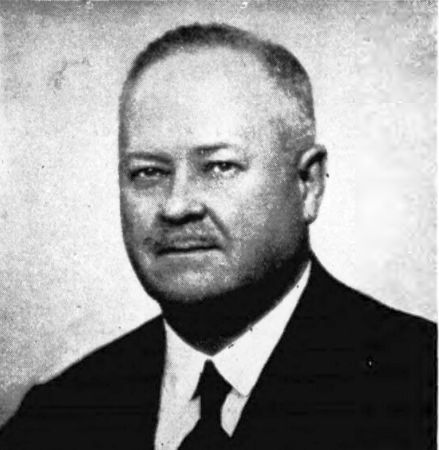
Josef Foist, zakladatel a majitel filmových ateliérů FOJA

## Porcelánka

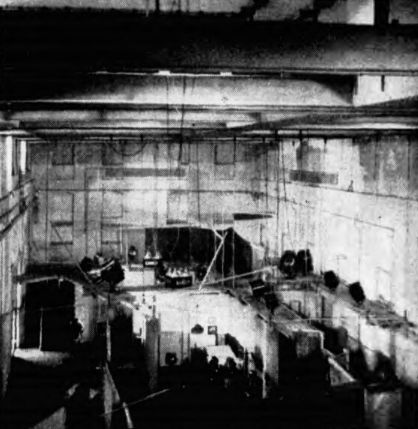
Velký ateliér FOJA (1937)

Od roku 1882 objekt patřil manželům Františku a Kláře Hláskovým. Majetek byl zatížen značnou hypotékou a v roce 1895 částečně přechází v majetek společnosti Kiowský & Trinks, která zde zřídila továrnu na porcelán dle projektu z 1893–1896 Josefa Bečky. Na další části parcely byl vystavěn dům čp. 107, kde Antonín a Anna Losovi provozovali později podnik známý jako Landova zahradní restaurace. Porcelánka od roku 1896 fungovala pod názvem Prag Smichower Porzellan-thon und Schamottenwaren Fabrik Kiowský und Trinks, aneb česky Pražsko-Smíchovská továrna na porcelán, hliněné a šamotové zboží, Kiowský a Trinks. Měla tři pece, rozsáhlé malírny a skladiště. Poloha porcelánky byla výhodná, nedaleko Prahy (Radlice jsou připojeny k Praze až v roce 1922) a blízko byla železniční trať (Železniční trať Praha-Smíchov – Hostivice), po které bylo možné dopravovat kaolín, hrnčířskou hlínu i hotové výrobky.  Ale ani Polák Kiowský a Němec Trinks podnik dlouho neužívali a v únoru 1899 byla továrna prodána novému majiteli První české akciové továrně na porculán. V čele této firmy byl Quido Bělský a František Ruth. Ani těmto pánům se podnikání nedařilo a v roce 1903 ji získali za 100 000 zlatých pánové August Kiowský, Viktor Goldberg a Hermann Klauberg. V roce 1907 podnik opět mění majitele. Od 9. srpna 1907 je majitelem továrny firma Schmelztregehwerke Bohemia in Radlic bei Prag Kiowsky et Comp. (Továrna kelímků na tavení kovů Bohemia v Radlicích u Prahy Kiowský a spol.). Místo porcelánového nádobí a hliněného zboží se vyráběly tedy formy pro sIévárny a kelímky na tavení kovů. Od března roku 1909 bylo majitelem Nákupní a výrobní družstvo obchodníků porculánem v Praze, zapsané společenství s r. o., založené Adolfem Hájkem, Theobaldem Trinksem a. Karlem Schonbachem. Ale i ti přišli, jak se říká na buben. Správa konkursní podstaty se všemožně snažila zabránit přerušení výroby, upustila i od výroby uměleckoprůmyslového zboží, dávala na trh levné zboží denní potřeby, zařídila detailní prodej na Perštýně v č. p. 350/1, ale každý její pokus o záchranu pražského odvětvi porcelánového průmyslu, byl marný. Za I. světové války byl majitelem objektu Miroslav Stohr a byli zde ubytováni Poláci evakuovaní z Haliče. Byli to pravděpodobně haličtí uprchlíci, kteří byli v té době vládou nastěhováni do prázdných objektů.

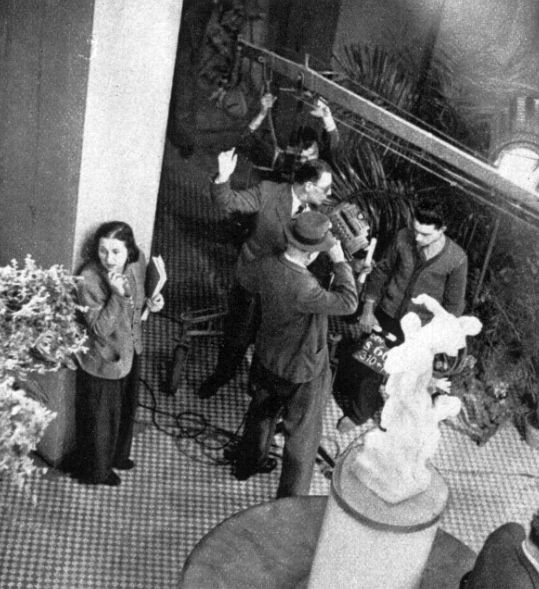
Z natáčení filmu Rukavička (FOJA 1941)

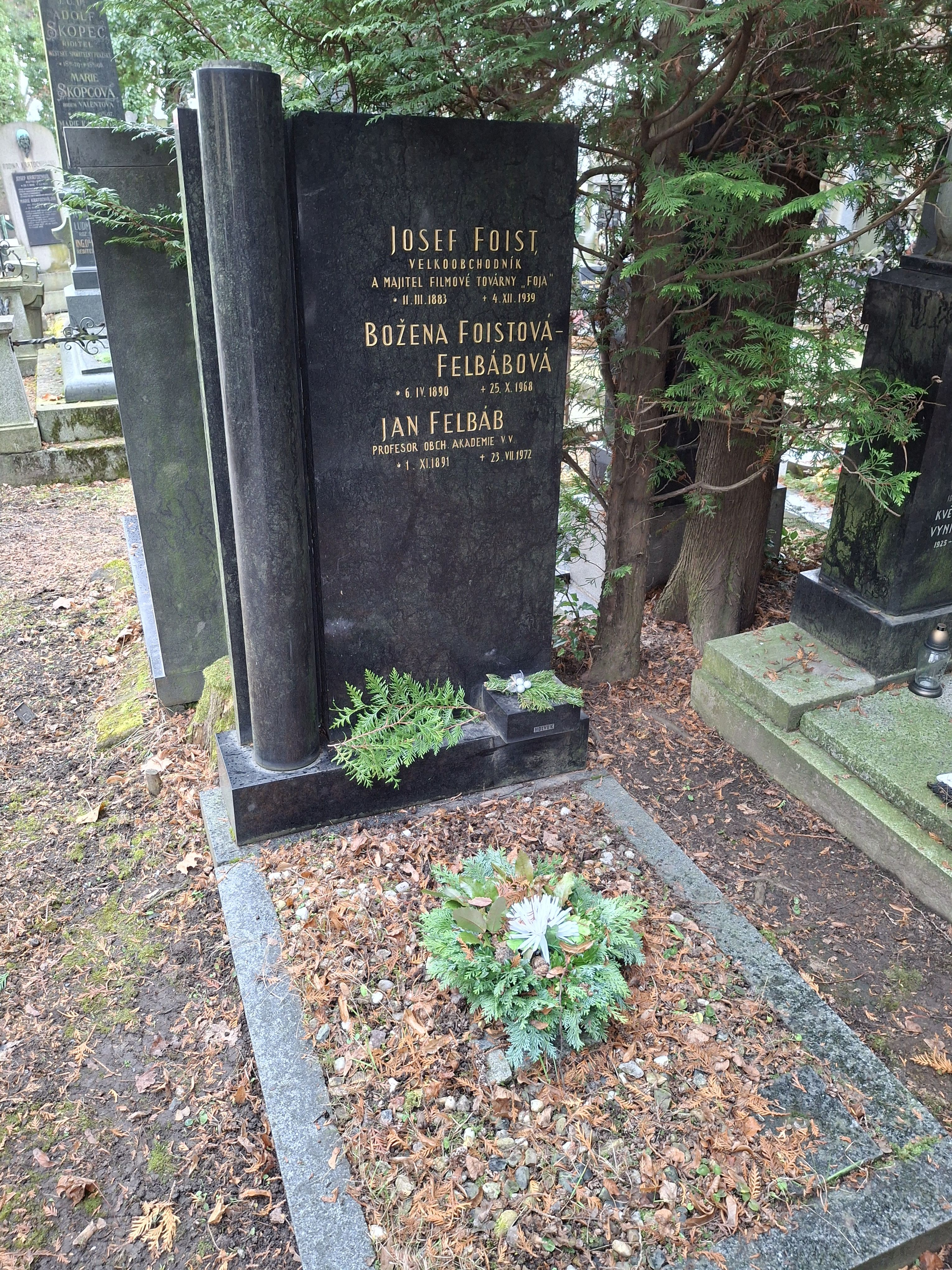
Hrob Josefa Foista a Boženy Foistové na hřbitově Malvazinky (2025)

## Strojírenská výroba
V roce 1918 měl část budov pronajatu na nějaký čas jistý Mádl, který zde vyráběl kamna. Už 30. listopadu. 1918 (tedy prakticky měsíc po vyhlášení ČSR) se vkládá právo vlastnické První Poděbradské továrně na hospodářské stroje Černý a bratři Roubíčkové. Kromě jiných hospodářských strojů vyráběly se zde také mlátičky na kukuřici. Tomuto podniku se ve srovnání s předchozími majiteli relativně dařilo. Uvnitř objektu bylo v letech 1919-1920 přistavěno obytné stavení a ve dvoře továrny na hospodářské stroje byla přistavěna r. 1920 nová slévárna. Úspěšné období těchto majitelů končí rokem 1925. Od 20. července 1925 se vlastníky stávají manželé Kotkovi. Na necelé tři roky zde dělal F. A. Kotek klempířinu, snad karosařinu. 7. července 1928 podle smlouvy trhové z 27. června. 1928 vkládá se zapsané právo vlastnické pro Josefa Foista a Boženu Foistovou (1890-1968) na polovic.

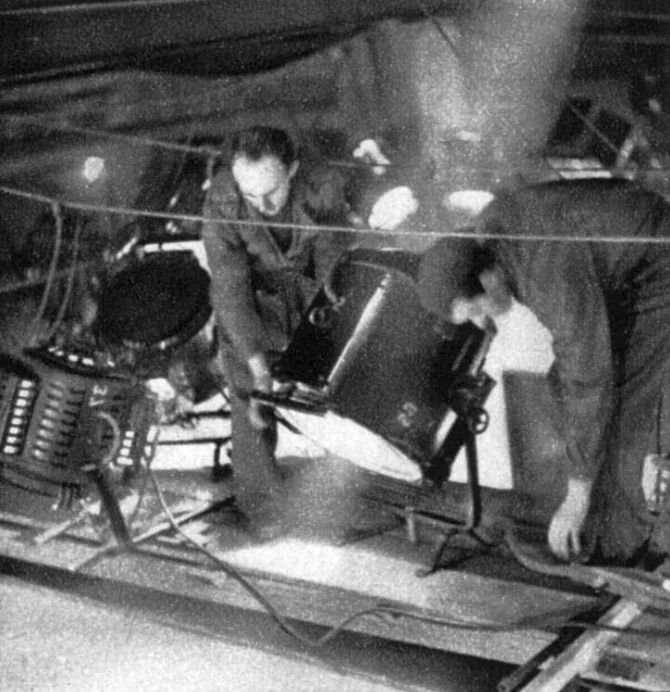
Osvětlovači při natáčení filmu Rukavička (FOJA 1941)

## Filmové ateliéry
Josef Foist měl v nepoužívaném továrním objektu nejprve sklad a opravnu pro dovážené francouzské automobily Delage a britské motocykly Rudge. Krize v tomto oboru, vydání nového automobilního zákona, omezení autodopravy a jiná nařízení, která brzdila rozvoj automobilismu, způsobila, že J. Foist tento obor opustil. Část objektu tehdy pronajal ing. V. Majkovi, který zde prováděl dřevoobrábění a Ottu Jelínkovi, který zde prodával galanterní zboží. V roce 1932 Foist souhlasil s adaptací radlické továrny na filmové ateliéry. Filmoví historici shodně tvrdí, že šlo vlastně o uskutečnění staršího plánu známého divadelního a filmového podnikatele Antonína Fencla (měl pseudonym ARMAND, 1881–1952), zakladatele Praga-Filmu z roku 1917. Ten se původně zabýval úmyslem přestavět na ateliér zvukového filmu známou smíchovskou Arénu, jejímž byl od roku 1923 ředitelem a od roku 1924 majitelem. Po vyhoření ateliérů Kavalírka v roce 1929 pro tento účel založil v roce 1931 Antonín Fencl dokonce společnost AFES - Antonín Fencl filmové továrny v Praze, která existovala ještě v roce 1938 a měla sídlo v Praze XVI-Radlicích, Havlíčkova 105, tedy v tomto objektu (dle adresáře z r. 1936). Jediným filmem, který má svůj vznik uveden v radlických ateliérech AFES, byl snímek Mámino srdce z roku 1933. Mimo to byl v tomto studiu hudebně synchronizován Fričův němý film Chudá holka (1929), ozvučení v roce 1932. V červnu 1932 bylo zahájeno i natáčení filmů. Atelier měl 3 studia, A - synchronizační (90 m²), natáčecí B a C (616 m²). Atelier byl vybaven přijímací zvukovou aparaturou Radio Cinéma. Ředitelem filmových továren Afes byl jmenován Josef Hlinomaz z Brna a technická správa a organizace byla svěřena Rudolfu Böhmovi.
Fenclovi se však přestavbu nepodařilo dokončit a činnost ateliéru ukončil v roce 1933. Revitalizace objektu na filmové ateliéry se ujal sám Josef Foist, velkoobchodník s kancelářskými stroji. Vyrostla zde dvě studia (velké 18x40 m a malé 14x18 m), projekční sál, šatny, sklad rekvizit, jídelna a pracovny režisérů, architektů, produkčních šéfů atd. Nové ateliéry zahájily provoz v březnu 1937. Byly pro výrobu zvukových filmů vybaveny anglickou aparaturou Visatone (systém Marconi), poměrně výkonnou a snadno přemístitelnou. Zdejší natáčecí prostory zabíraly plochu 700 m² a 250 m². Ateliér zahájil svoji činnost oficiálně 27. dubna 1937 snímkem Srdce na kolejích od režiséra Jana Svitáka. Ředitelem a režisérem, prostě vedoucí osobností této společnosti byl Jan Sviták, producent a ředitel filmových ateliérů.
V letech 1937 až 1947 zde bylo natočeno více než 50 filmů, mezi nejznámější patří Otec Kondelík a ženich Vejvara (1937), Hlídač č. 47 (1937), Vandiny trampoty (1938), Klapzubova XI. (1938), Ideál septimy (1938), Tulák Macoun (1939), Studujeme za školou! (1939), Příklady táhnou (1939), Poslední Podskalák (1940), Pelikán má alibi (1940), Madla zpívá Evropě (1940), Těžký život dobrodruha (1941), Tetička (1941), Rukavička (1941),  Přednosta stanice (1941), Provdám svou ženu (1941), Valentin Dobrotivý (1942), Městečko na dlani (1942), Karel a já (1942), U pěti veverek (1943), Pancho se žení (1946) a Jan Roháč z Dubé (1947). Okolí ateliérů bylo využíváno i jako exteriéry. Nejznámějším takovým případem je filmové nádraží v Mokré nad Soupravou ve snímku Přednosta stanice, což bylo vlastně jinonické nádraží (na katastru Radlice) a jeho bezprostřední okolí. Směrem k Jinonicím bylo za ateliérem fotbalové hřiště Meteoru Radlice. Zde se v roce 1938 natočilo na škvárovém hřišti několik exteriérových záběrů filmu Klapzubova XI. 
Význam ateliéru Foja vzrostl především v počátku období Protektorátu Čechy a Morava, kdy Němci zabrali barrandovské a hostivařské ateliéry, tudíž čeští filmoví zaměstnanci nejvíce natáčeli filmy v těchto dílnách. Později za II. světové války byly majitelkou Boženou Foistovou (Josef Foist zemřel 4. prosince 1939, je pohřben na hřbitově Malvazinky) ateliéry pod ekonomickým nátlakem prodány a přejmenovány na Prag-Film AG in Prag (1942). V případě radlického ateliéru Foja nemohli Němci uplatnit arizační zákon (jako na Barrandově), proto byl na jejich majitelku vyvinut nátlak, až v březnu 1942 došlo k prodeji. Prag-Film (založen v květnu 1941) od té doby vlastnil všechny filmové ateliéry v Protektorátu, vyjma zlínského. Současně s Fojou byly do Prag-Filmu včleněny barrandovské ateliéry A-B a hostivařské ateliéry HOST, které vznikly v roce 1932. Pražské ateliéry Host a Foja byly převedeny pod barrandovské vedení. Foja byla v podstatě jediným funkčním studiem pro výrobu českých filmů, protože na Barrandově a v Hostivaři byly téměř výhradně točeny filmy německé. Celkem za války bylo natočeno v pražských ateliérech 80 německých filmů: Barrandov 42, Hostivař 34, Foja 4.
Po válce bylo studio uváděno jako Ateliéry Radlice. Dne 11. srpna 1945, podepsal prezident Edvard Beneš Dekret presidenta republiky o opatřeních v oblasti filmu č. 50 ze dne 25. srpna 1945 ( o zestátnění československého filmu), který vstoupil v platnost 28. srpna 1945. V pozemkové knize se zápis o zestátnění Ateliérů Foja objevil až 27. května 1947 a zní: Podle ustanovení § 2 dekretu presidenta republiky č. 50/1945 Sb a prohlášení ministerstva informací a národního správce firmy Prag-Film A. G. v Praze z 23. května 1941 vkládá se vlastnické právo pro Československý stát (filmová správa ― ministerstvo informací). Ateliéry v Radlicích byly uzavřeny v roce 1947. Čs. film bývalé ateliéry Foja potom využíval např. na různá politická školení herců a filmových pracovníků. Do roku 1952 byl objekt majetkem ministerstva informací a osvěty a staly se z něj garáže Čs. státního filmu.

## Opět tovární objekt
V roce 1952 se stal vlastníkem tohoto objektu národní podnik Motorlet (bývalý Walter). Při předávání objektu a pozemků se n. p. Motorlet zavázal uhradit 75 % nákladů rekonstrukčních úprav provedených v letech 1950―51. V objektu byly tehdy též dvě obsazené bytové jednotky. Částečně objekt využívala i vojenská správa. Od roku 1952 byla v Motorletu dislokována 12. rota z 2. praporu 2. brigády Vnitřní stráže k ochraně a střežení závodů zvláštní důležitosti (1952–1966), která střežila nejenom Motorlet, ale z druhé strany (od Foji) i garáže ministerstva vnitra (13. rota).

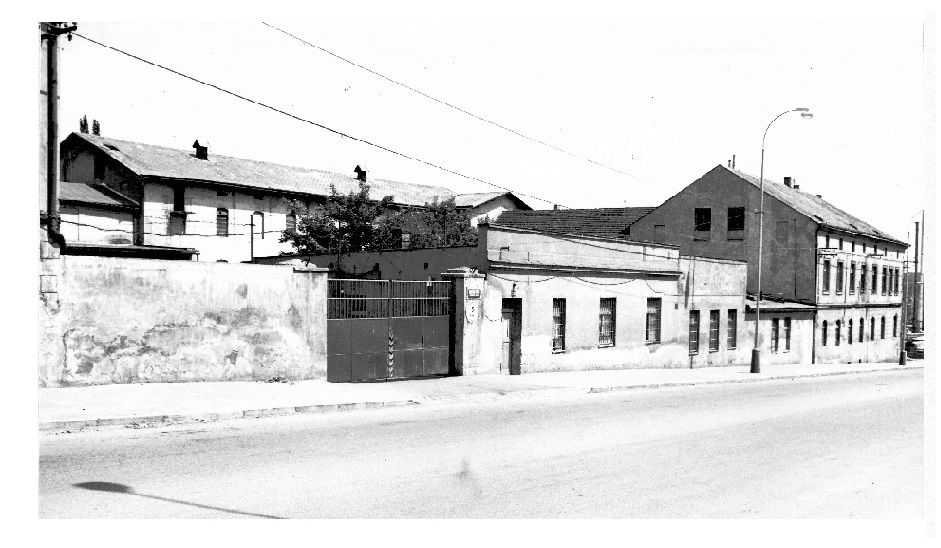
Bývalé ateliéry FOJA (1986)

Vše bylo dohodnuto, zapsáno, předáno, a tak mohli oba ředitelé ― Jan Štochl za Motorlet a Vlastimil Harnach za ČSF ― příslušně jistiny stvrdit svými podpisy. 25. září 1952 vydává ministerstvo všeobecného strojírenství výměr a na jehož podkladě se 20. listopadu 1952 poznamenává změna majitele v pozemkové knize. Koncem srpna 1953 předává místnosti, které ve Foji dosud užívala, i vojenská správa a zavazuje se dát všechny místnosti do pořádku. Majitelem objektu byla společnost Motorlet (od roku 1995 opět Walter) až do roku 2008.
V prvním období Motorlet využíval areál obdobně jako Čs. film, tedy jako garáže dopravního oddělení. V kancelářských prostorech bylo od poloviny 50. let (po roce 1954) detašované pracoviště Výzkumného a zkušebního ústavu leteckého (VZLÚ). Kanceláře zde měl mj. ing. Kačírek (motor M601) a ing. Buňata (termodynamické oddělení). Až v 70. letech byla konstrukční skupina vývoje motorů převedena z kompetence VZLÚ do Motorletu a prostory mimo dopravního oddělení (garáže a opravna vozů) začalo využívat Střední odborné učiliště n.p. Motorlet, které zde mělo učebny a dílny. V posledním období (po roce 1990) kancelářské prostory využívalo Středisko chemické bezpečnosti spol. s r.o., vzniklé z bývalých pracovníků technologie a galvanovny Motorletu. Společnost se v roce 1995 přejmenovala na SCHB a.s., která zůstala působit v Radlicích (Radlická čp. 105/202) a oddělená část se přestěhovala do Kaznějova jako SCHB Kaznějov. Od roku 1999 objekt nebyl využíván. Krátce zde byli ubytováni vietnamští dělníci, zaměstnaní v Motorletu.

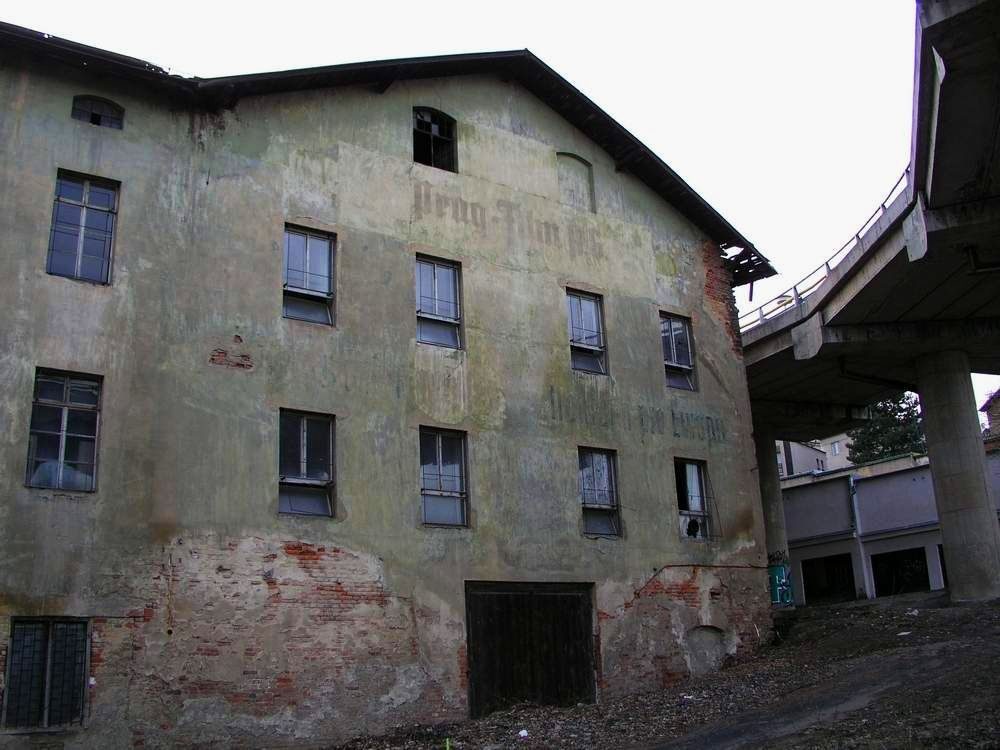
FOJA krátce před demolicí s prolínajícím nápisem Prag-Film AG, pod nímž je již méně čitelný nápis: Říše vítězí na všech frontách pro Evropu.

Vlastníkem pozemků a nemovitostí společnosti Motorlet (přejmenované v roce 1995 opět na Walter a.s.) se stala irská společnost Pembroke Holdings se sídlem v Praze (ve spojení s developerskou společností Red Group). Pembroke Holdings byla "nadřízena" několika dceřiným společnostem: Pembroke Jinonice a.s. (areál Walter na katastru Jinonice), Pembroke Foja a.s. (areál v Radlicích, býv. ateliery FOJA, Radlice č.p. 105/202), Pembroke Radlice a.s. (areál býv. kotelny Walter v Radlicích, nyní Kotelna Park 1) a Pembroke SB a.s. (areál býv. provozovny E ve Staré Boleslavi). Společnost Pembroke Foja a.s. byla založena v prosinci 2005. Objekt Foja byl zbořen koncem roku 2008. V roce 2012 došlo k prodeji pozemku společnosti Investiční Delta a.s. vč. areálu bývalých autodílen Ministerstva vnitra (LV 539 v majetku Penta Real Estate z Kyperské republiky resp. Nová Waltrovka Office). V podstatě na pozemku býv. filmových ateliérů nyní stojí hotel Zleep (jedná se o 2 parcely, z nichž jedna patří do katastru Radlic č. 99/5 a druhá do Jinonic 986/6, Nová Waltrovka Hotel) a je součástí projektu Nová Waltrovka, za kterým stojí Penta Real Estate.